# 吉本亮 (内野手)
吉本 亮（よしもと りょう、1980年5月8日 - ）は、熊本県宇城市出身の元プロ野球選手（内野手）、コーチ。

## 経歴

### プロ入り前
九州学院高校では1学年下の高山久と共に活躍し、3年夏に甲子園出場。初戦で平塚学園に逆転負けを喫して敗退するも、自身は2打席連続本塁打を放った。1試合2本塁打は大会史上29人目、2打席連続は史上12人目。高校通算66本塁打で、その年4月の鎮西高校とその他1校との変則ダブルヘッダーで行われた練習試合では5打席連続本塁打を記録した。
1998年のドラフト会議において福岡ダイエーホークス（当時）に1位指名され入団（第3回AAAアジア野球選手権大会日本代表新垣渚の外れ1位）。

### プロ入り後
1999年、2年目2000年には一軍出場がなく、3年目の2001年シーズンの終盤に初めて一軍に昇格。プロ初出場、初安打を記録。また、2年ぶり2度目のフレッシュオールスターゲーム出場果たしたウエスタン・リーグ選抜の5番打者として先発出場果たし、同リーグで本塁打王、打点王を獲得した。
2004年に登録名を「吉本 龍生」（読み同じ）に変更。同じ三塁手である小久保裕紀が読売ジャイアンツに移籍し、6年目にして初の開幕スタメンで出場。プロ入り後最多の56試合に出場したが、一軍定着はならなかった。
2006年に再び登録名を本名の「吉本 亮」に変更。
2008年は8年ぶりに一軍出場なしに終わり、二軍でも82試合に出場しながら打率.218と不振。同年オフにホークスから戦力外通告を受ける。2度の12球団合同トライアウトに参加し、東京ヤクルトスワローズに入団。
2009年8月に宮本慎也の離脱により一軍での出場機会を得る。8月21日の読売ジャイアンツ戦で7番・三塁手でスタメン出場、プロ入り11年目にして豊田清から初の本塁打を放った。一軍では代打や守備固めなどで出場を重ね、打数は少ないものの打率.360を記録した。
2010年は打率.214と奮わず、22試合出場に留まり、再度後退した。6月1日の古巣・ソフトバンク戦（福岡Yahoo!JAPANドーム）では、移籍後初の同球場での出場となった。この試合では、1点を追う7回表に杉内俊哉から代打同点適時二塁打を放ち、続く青木宣親の適時打で決勝のホームを踏み、古巣に痛烈な恩返しを見せた。
2011年は一軍での出場は無く、二軍でも70試合に出場したものの打率.205と振るわなかった。10月9日、戦力外通告を受けた。12月2日、自由契約公示されて引退した。

### 現役引退後
2012年1月16日、ソフトバンクのチーム運営部のスタッフに就任した。
2018年からはソフトバンクの三軍打撃コーチとして現場に復帰。2022年は二軍打撃コーチ、2023年は一軍打撃コーチを務め、2024年からは再び二軍打撃コーチを務める。2024年限りで退団。2025年からはプロスカウトを務める。

## 詳細情報

### 年度別打撃成績
| 年 度     | 球 団                 | 試 合 | 打 席 | 打 数 | 得 点 | 安 打 | 二 塁 打 | 三 塁 打 | 本 塁 打 | 塁 打 | 打 点 | 盗 塁 | 盗 塁 死 | 犠 打 | 犠 飛 | 四 球 | 敬 遠 | 死 球 | 三 振 | 併 殺 打 | 打 率 | 出 塁 率 | 長 打 率 | O P S |
| --------- | --------------------- | ----- | ----- | ----- | ----- | ----- | -------- | -------- | -------- | ----- | ----- | ----- | -------- | ----- | ----- | ----- | ----- | ----- | ----- | -------- | ----- | -------- | -------- | ----- |
| 2001      | ダイエー ソフトバンク | 2     | 3     | 3     | 1     | 1     | 0        | 0        | 0        | 1     | 0     | 0     | 0        | 0     | 0     | 0     | 0     | 0     | 1     | 0        | .333  | .333     | .333     | .667  |
| 2002      | ダイエー ソフトバンク | 7     | 15    | 13    | 1     | 3     | 0        | 0        | 0        | 3     | 1     | 0     | 0        | 1     | 0     | 0     | 0     | 1     | 4     | 2        | .231  | .286     | .231     | .516  |
| 2003      | ダイエー ソフトバンク | 5     | 10    | 10    | 0     | 1     | 0        | 0        | 0        | 1     | 1     | 1     | 0        | 0     | 0     | 0     | 0     | 0     | 1     | 0        | .100  | .100     | .100     | .200  |
| 2004      | ダイエー ソフトバンク | 56    | 118   | 105   | 6     | 21    | 4        | 0        | 0        | 25    | 16    | 0     | 0        | 6     | 2     | 4     | 0     | 1     | 28    | 2        | .200  | .232     | .238     | .470  |
| 2005      | ダイエー ソフトバンク | 6     | 6     | 6     | 0     | 2     | 2        | 0        | 0        | 4     | 0     | 0     | 0        | 0     | 0     | 0     | 0     | 0     | 2     | 0        | .333  | .333     | .667     | 1.000 |
| 2006      | ダイエー ソフトバンク | 13    | 44    | 40    | 3     | 10    | 3        | 0        | 0        | 13    | 7     | 0     | 0        | 2     | 0     | 2     | 0     | 0     | 11    | 2        | .250  | .286     | .325     | .611  |
| 2007      | ダイエー ソフトバンク | 6     | 8     | 8     | 1     | 1     | 1        | 0        | 0        | 2     | 1     | 0     | 0        | 0     | 0     | 0     | 0     | 0     | 2     | 1        | .125  | .125     | .250     | .375  |
| 2009      | ヤクルト              | 32    | 33    | 25    | 5     | 9     | 2        | 0        | 1        | 14    | 6     | 0     | 0        | 6     | 0     | 2     | 0     | 0     | 2     | 0        | .360  | .407     | .560     | .967  |
| 2010      | ヤクルト              | 22    | 31    | 28    | 1     | 6     | 3        | 0        | 0        | 9     | 2     | 0     | 0        | 1     | 1     | 1     | 0     | 0     | 7     | 0        | .214  | .233     | .321     | .555  |
| 通算：9年 | 通算：9年             | 149   | 268   | 238   | 18    | 54    | 15       | 0        | 1        | 72    | 34    | 1     | 0        | 16    | 3     | 9     | 0     | 2     | 58    | 7        | .227  | .258     | .303     | .561  |

- ダイエー（福岡ダイエーホークス）は、2005年にソフトバンク（福岡ソフトバンクホークス）に球団名を変更

### 記録
初記録
- 初出場：2001年9月30日、対大阪近鉄バファローズ28回戦（福岡ドーム）、8回裏に秋山幸二の代打で出場
- 初打席・初安打：同上、8回裏に高木康成から三塁内野安打
- 初先発出場：2001年10月3日、対オリックス・ブルーウェーブ28回戦（グリーンスタジアム神戸）、8番・一塁手で先発出場
- 初打点：2002年7月31日、対オリックス・ブルーウェーブ17回戦（グリーンスタジアム神戸）、5回表にユウキから
- 初盗塁：2003年5月2日、対千葉ロッテマリーンズ3回戦（福岡ドーム）、3回裏に二盗（投手：川井貴志、捕手：清水将海）
- 初本塁打：2009年8月21日、対読売ジャイアンツ14回戦（明治神宮野球場）、7回裏に豊田清から右越2ラン

### 背番号
- 5（1999年 - 2005年）
- 50（2006年 - 2008年）
- 40（2009年 - 2011年）
- 70（2018年 - 2020年）
- 77（2021年 - 2024年）

### 登録名
- 吉本 亮（よしもと りょう、1999年 - 2003年、2006年 - 2011年）
- 吉本 龍生（よしもと りょう、2004年 - 2005年）